# Sigrid Schauman
Sigrid Maria Schauman, född 24 december 1877 i Tjugujev, Ryssland (nu Ukraina), död 22 februari 1979 i Helsingfors, var en finlandssvensk konstnär och konstkritiker.
Sigrid Schauman var det tredje i ordningen av sex barn till generalen Waldemar Schauman och Elin, född Schauman. Hon var yngre syster till Eugen Schauman, om vilken hon gav ut Min bror Eugen (1964). Hennes morfar Frans Ludvig Schauman var biskop i Borgå. Hon tillbringade sin tidiga barndom i Radom i Polen och kom med familjen till Finland när hon var åtta år gammal.
Sigrid Schauman studerade vid Finska Konstföreningens ritskola i Helsingfors; till hennes lärare där hörde bland andra Helene Schjerfbeck. Hon flyttade till Köpenhamn efter det att hennes bror mördade generalguvernören Nikolaj Bobrikov 1904. Hon studerade för Niels Vinding Dorph i Köpenhamn 1904–1906 och i Italien 1908–1910 och på Académie de la palette i Paris 1910 och i Egypten. I Paris hade hon nära kontakt med Sonia Delaunay-Terk och Robert Delaunay. I Italien arbetade hon tillsammans med Ellen Thesleff. Hon tillhörde under 1950-talet konstnärsgruppen Prisma vilken företrädde det koloristiska måleriet. Hennes enkla, känslosamma landskap är hållna i en sval, ljus kolorit.
Efter att ha återvänt till Finland flyttade hon samman med affärsmannen Reguel Wolff och paret fick dottern Elisabeth. Kort efter barnets födelse dog Wolff och Sigrid Schauman var tvungen att skaffa sig stadig inkomst som kritiker i Dagens Press (från 1920 Svenska Pressen och från 1944 Nya Pressen).
Schauman arbetade 30 år som konstkritiker. Detta var tidskrävande och påverkade den egna konstnärliga produktionen, i årtionden målade Schauman bara om somrarna. Hennes fullödigaste skaparperiod inföll under 1950-talet; hon var då över 70 år gammal och pensionerad från sitt kritikerarbete. Hon vistades 1949–1959 i Frankrike och Italien, där hon bland annat följde Henri Matisses arbete i kapellet i Vence.
Konstnären Rabbe Enckells målning "Kritik" från 1922 föreställer Sigrid Schauman och konstkritikern Signe Tandefelt i färd att studera en målning på Enckells debututställning, medan Enckell förskräckt ser på.

### Uppslagsverk
- ”Schauman, Sigrid”. Biografiskt lexikon för Finland. Helsingfors: Svenska litteratursällskapet i Finland. 2008–2011. URN:NBN:fi:sls-4998-1416928957604